# Niclas Wallin
Erik Niclas Wallin, född 20 februari 1975 i Boden i Överluleå församling, Norrbottens län och uppvuxen i Bodträskfors, är en svensk före detta professionell ishockeyspelare. Han har bland annat spelat i Elitserien och NHL.

## Karriär
Wallin började spela ishockey i Bodens IK, i J20-laget och i A-laget i division I. Säsongen 1996/1997 började Wallin spela med Brynäs IF i Elitserien och vann SM-guld med dem 1998/1999. Wallin stannade i Brynäs IF till och med säsongen 1999/2000.
Säsongen 2000/2001 gick Wallin till NHL-laget Carolina Hurricanes där han spelade fram till säsongen 2009/2010 med undantag av lockout-säsongen 2004/2005 då han spelade i Luleå HF i Elitserien.
Wallin vann Stanley Cup med Carolina Hurricanes under säsongen 2005/2006 efter en lång och jämn finalserie mot Edmonton Oilers. Han blev då den 21:a svensken att lyfta Stanley Cup-pokalen.
Under säsongen 2009/2010 värvade San Jose Sharks den då 34-årige Wallin från Carolina Hurricanes med ett 2010:s draft 5:e rund-val för ett 2010:s draft 2:a rund-val.
Inför säsongen 2011/2012 skrev Niclas Wallin på ett treårskontrakt med Luleå HF och blev lagets nya lagkapten efter Anders Burström. I juni 2012 tvingades Wallin avsluta sin hockeykarriär till följd av fyra hjärnskakningar under den gångna säsongen.

## Meriter
- NHL – Stanley Cup 2006
- Elitserien – SM-guld 1999

## Klubbar
| Klubb               | Hockeyliga                | Tidsperiod |
| ------------------- | ------------------------- | ---------- |
| Bodens IK           | Division I, J20 SuperElit | 1994–1996  |
| Brynäs IF           | SEL                       | 1996–2000  |
| Cincinnati Cyclones | IHL                       | 2000–2001  |
| Carolina Hurricanes | NHL                       | 2000–2004  |
| Luleå HF (lockout)  | SEL                       | 2004–2005  |
| Carolina Hurricanes | NHL                       | 2005–2010  |
| San Jose Sharks     | NHL                       | 2010–2011  |
| Luleå HF            | SEL                       | 2011–2012  |